# Andreas Simonsen

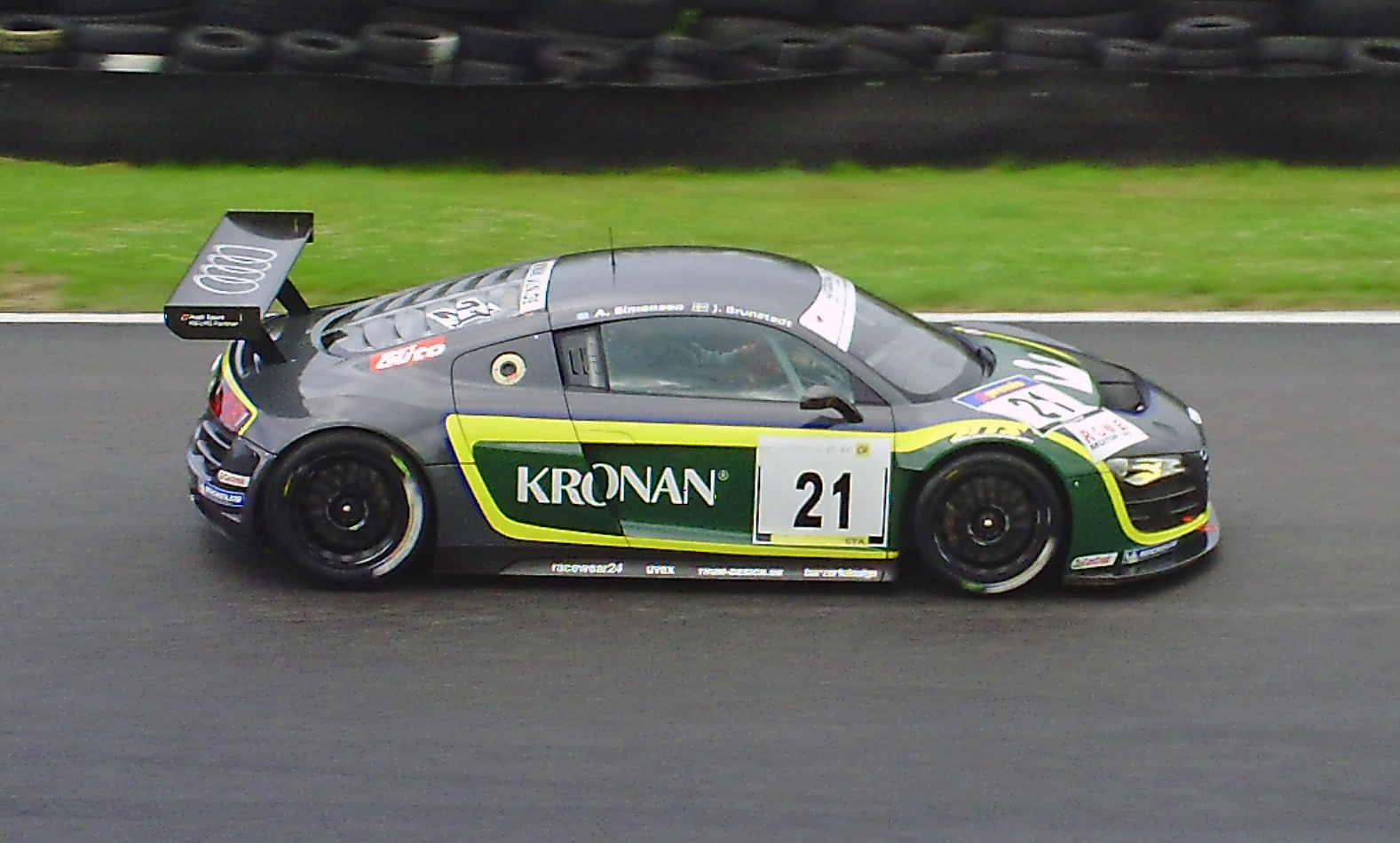
Andreas Simonsen, eller hans medtävlare Jan Brunstedt, i Swedish GT Series på Falkenbergs Motorbana 2011.

Andreas Simonsen, född 8 oktober 1989 i Göteborg, är en svensk racerförare, som framför allt tävlar i tyska mästerskap.

## Racingkarriär
Simonsen startade med standardvagnsracing 2005 i Volvo S40 Challenge och slutade på en total femteplats, efter att ha vunnit ett race under säsongen. Till säsongen 2006 bytte han till Volvo S60 Challenge och lyckades ta titeln i mästerskapet, efter sju segrar och fem pole position under säsongens sexton race. Simonsen flyttade sedan till Tyskland för att tävla i ADAC Volkswagen Polo Cup, vilket resulterade i en total fjärdeplats 2007 och en tredjeplats 2008. Simonsen hoppade även in i en Audi A4 i Swedish Touring Car Championships Göteborg City Race under 2008.
Simonsen flyttade sedan till SEAT León Supercopa Germany 2009 och slutade på sjunde plats totalt. Under samma år hoppade han in i en Audi A4 i Göteborg City Race igen och även i tävlingarna på Falkenbergs Motorbana. I två av tävlingarna vann han privatförarcupen, kallad Semcon Cup.
Säsongen 2010 tog Simonsen sin första mästerskapstitel utomlands, då han vann SEAT León Supercopa Germany, efter att ha tagit åtta pallplatser, varav två segrar, under säsongen. Till säsongen 2011 bytte han till ADAC GT Masters, där han körde en Audi R8 Le Mans GT3. På Sachsenring tog han sin första seger och slutade säsongen på fjortonde plats. Simonsen körde även samma bilmodell under tre tävlingshelger i Swedish GT Series 2011. Han delade bil med Jan Brunstedt och blev sexa totalt.
Till säsongen 2012 bytte Simonsen både team och bil i ADAC GT Masters, och tävlar nu i en Mercedes SLS AMG GT3.
| År                                               | Klass/Mästerskap                              | Team                                      | Bil                  | Totalt/poäng   | Bästa placering                |
| ------------------------------------------------ | --------------------------------------------- | ----------------------------------------- | -------------------- | -------------- | ------------------------------ |
| 2005                                             | Volvo S40 Challenge                           | Fini-Granberg Motorsport                  | Volvo S40            | 5:a/151p       | 1:a på ?                       |
| 2006                                             | Volvo S60 Challenge                           | Team CaWalli Bilsport & MC                | Volvo S60            | 1:a/114p       | Sju segrar                     |
| 2007                                             | ADAC Volkswagen Polo Cup                      | ADAC e.V. Motorsport                      | Volkswagen Polo      | 4:a/335p       | Två segrar                     |
| 2008                                             | ADAC Volkswagen Polo Cup                      | ?                                         | Volkswagen Polo      | 3:a/314p       | 1:a på Hockenheimring          |
| 2008                                             | Swedish Touring Car Championship              | Kristoffersson Motorsport                 | Audi A4              | -/0p           | 11:a i Göteborg                |
| 2009                                             | SEAT León Supercopa Germany                   | Burgmann Racing powered by Pole Promotion | SEAT León            | 7:a/80p        | 3:a på Hockenheimring (Race 1) |
| 2009                                             | Swedish Touring Car Championship              | Kristoffersson Motorsport                 | Audi A4              | 17:e/1p        | 8:a på Falkenberg (Race 2)     |
| 2009                                             | Swedish Touring Car Championship - Semcon Cup | Kristoffersson Motorsport                 | Audi A4              | 7:a/34p        | Två segrar                     |
| 2010                                             | SEAT León Supercopa Germany                   | Burgmann Racing powered by Pole Promotion | SEAT León Supercopa  | 1:a/200p       | Två segrar                     |
| 2011                                             | ADAC GT Masters                               | Phoenix Racing Pole Promotion             | Audi R8 Le Mans GT3  | 14:e/70p       | 1:a på Sachsenring (Race 2)    |
| 2011                                             | Swedish GT Series - GTA                       | Brunstedt Motorsport                      | Audi R8 Le Mans GT3  | 6:a/10p        | 2:a på Anderstorp              |
| 2012                                             | ADAC GT Masters                               | Heico Junior Team                         | Mercedes SLS AMG GT3 | säsongen pågår | säsongen pågår                 |
| 2012                                             | 24H Dubai - A6-GT                             | Heico Motorsport                          | Mercedes SLS AMG GT3 | 3:a            | 3:a                            |
| Senast uppdaterad: 2012-05-06 (4621 dagar sedan) |                                               |                                           |                      |                |                                |